# 人体通信
人体通信（じんたいつうしん、英: Intra-body Communication）は、誘電体である人体を通信媒体として利用する通信の形態である。定義上、有線通信や無線通信には該当しない新しい通信方式である。

## 概要
この通信は、人間の体に微弱な電流を流すことで行われる。電流は変調され、データ通信を行うことが想定されており、専用の装置を装着した人が、他の同様の装置を装着した人、あるいは他の装置に触れる時に通信が可能になる、「触ったこと」を一種のきっかけとして扱う通信の様式である。
「さわる」や「ふれる」といった人間が普段当たり前に行っている動作をコンピュータネットワークに応用しようという概念の一つで、より生活に即した利便性の高いコンピュータシステムや、それらシステムが提供する直感的でわかりやすいユビキタスサービスが可能になると期待されている。

### 技術的な概要
技術の背景は、1990年代にアメリカ・MITメディアラボのT.G.Zimmerman氏が提唱したPAN（Personal Area Network）に遡り、伝送方式としては電流方式と電界方式の2種類に大別される。
日本においては、NTTドコモが日本電信電話（NTT）の電界センシング技術を応用して電界方式の人体通信技術を開発した。
電界方式は、技術が未熟であると人体からデータが放射するため通信対象に触れる前に通信がおこなわれることがある。
電流式は人体表面に実際に数百マイクロアンペアオーダーの電流を流す必要がある。また、電界式であっても通信をする為には回路が閉じている必要があるため地面を接地（グランド）として測定不能なほどの僅かな電流は流れる。電界式の場合は靴などの絶縁物を介した状態でも通信が可能である。電流式の場合、人体に電流を流すということから気になる感電の問題だが、感電は電流が人体に影響を与えるだけのエネルギーをもつ場合に発生する現象であるため、一定範囲内における高電圧小電流では人間は感電を起こさない。概ね体脂肪計が使用する電流・電圧と同程度である。
ただし、人体の電気的性質はその人の体質や体調、その日の気温や湿度・ないし気分（発汗による）によっても皮膚の電気抵抗が変化する（→ポリグラフ）ことも知られており、電流式の場合は余り厳密に規格を定めた高速通信は難しいと見られている。ただ低速通信による数キロバイト毎秒程度の情報交換程度でも、使い方如何では様々な利便性が想定されており、同技術に注目する向きもいる。

## 利用の可能性

### 次世代通信
これらは、携帯情報端末（PDA）の通信形態である赤外線通信やBluetoothの次の様式として注目されている。例えば、この通信形態に対応した腕時計型PDAを装着、握手を交わすことで人体同士が接触して通信経路が繋がり、PDA内部の名刺データが交換され、ビジネスに於ける顔繋ぎが円滑化される…などである。ただ満員電車に乗ると知らない間に名刺交換してしまう（例えば痴漢に遭っても）可能性もあり、個人情報の保護の観点では課題も多い。

### セキュリティ
また鍵の代わりなど余り厳格ではないセキュリティ状況（コンピュータセキュリティを含む）では、生体認証のような測定に手間の掛かる方法ではなく、この人体通信に対応した携帯機器によるキーレスエントリー（→スマートエントリーなど）が想定される。生体認証では精度の高いセンサーとデータを処理するコンピュータが必要になるが、人体通信程度なら素朴なマイクロコンピュータで事足りるため、コストダウンにも繋がると見られる。
その一方で生体認証において付加情報にこの人体通信を利用、携帯機器と当人の双方が揃ってはじめて認証されるという様式で、より正しく、場合によっては携帯機器に脈拍計などをつけて脈拍データと共に送信すれば、当人を殺害した後に死体を使って承認を騙すなどの手段も使えないなど、セキュリティ全般における確実性・安全性の向上なども期待される。またアプノモニターやパルスオキシメーターといった機器と組み合わせれば、健康管理など別の側面で役立つ可能性もある。

### その他
- その他の利用方法としては、例えば同機器開発を行っているメーカが想定したところでは、各ターミナル機器に利用者が接触、携帯機器側に「何に触ったか」を記録させ、所定のパネルに触れることで携帯機器から情報をダウンロード、「何に触ったか」情報で機能を切り替えるシステムという様式が示されている。